# Taxiphyllopsis
Taxiphyllopsis là một chi rêu trong họ Hypnaceae.